# Patreon
Patreon is een lidmaatschapsplatform voor contentmakers. Zij kunnen via de site een abonnement opzetten om zo een maandelijks inkomen te verkrijgen, maar ook om abonnees te voorzien van bonuscontent. Patreon vraagt hiervoor een provisie van 9 tot 12 procent van de maandelijkse inkomsten, plus betalingskosten voor het verwerken van betalingen.
Patreon wordt gebruikt door youtubers, webstripmakers, schrijvers, podcasters, musici, makers van inhoud voor volwassenen en andere soorten makers die online-content plaatsen. De artiesten worden betaald door de abonnees (patrons genaamd), op maandbasis of anders (afhankelijk van de gekozen abonnementsvorm). Het hoofdkantoor van Patreon is gevestigd in San Francisco.

## Geschiedenis
Patreon werd in mei 2013 opgericht door ontwikkelaar Sam Yam en musicus Jack Conte. Laatstgenoemde zocht naar een methode om een vaste stroom inkomsten te genereren met zijn YouTubevideo's en kwam zo op het idee. Samen ontwikkelden ze een platform waarop abonnees (patrons) per video konden betalen. Het bedrijf verkreeg in augustus 2013 2,1 miljoen dollar van een groep investeerders. In juni 2014 werd nog eens 15 miljoen opgehaald, in januari 2016 gevolgd door 30 miljoen, waardoor het totaal neerkwam op 47,1 miljoen.
Na de eerste 18 maanden had Patreon 125.000 patrons. Eind 2014 deelde Patreon mede dat aan de contentmakers op de site bij elkaar maandelijks 1 miljoen dollar wordt uitbetaald. In maart 2015 nam Patreon Subbable over, een bedrijf met vergelijkbare opzet dat was opgericht door de Green Brothers, John en Hank Green.
In oktober 2015 was de site doelwit van een cyberaanval, waarna ongeveer 15 gigabyte aan wachtwoorden, betaalgegevens en broncode werd geopenbaard, evenals meer dan 2,3 miljoen e-mailadressen en privéberichten. Na de aanval ontvingen sommige patrons afpersingse-mails. Hierin werd gevraagd om Bitcoins te betalen om de bescherming van hun persoonlijke gegevens te waarborgen.
In januari 2017 deelde Patreon mede dat er sinds de oprichting 100.000.000 dollar was uitbetaald aan contentmakers. In mei 2017 had Patreon meer dan 50.000 actieve makers en meer dan 1 miljoen maandelijkse patrons. In juni dat jaar kondigde Patreon hulpmiddelen voor zakelijke doeleinden aan, waaronder een klantbeheersysteem, een mobiele app genaamd Lens en een manier om exclusieve livestreams uit te zenden.
In augustus 2018 nam Patreon Memberful over, een soortgelijk lidmaatschapsplatform. Op 24 oktober 2020 kondigde Patreon aan alle accounts die desinformatie van QAnon verspreiden te zullen verbannen. In oktober 2021 werd bekend dat Patreon de implementatie van cryptovaluta en NFT's onderzoekt, nadat makers hierom gevraagd hadden.
In maart 2022 had Patreon meer dan 250.000 actieve makers en meer dan 8 miljoen actieve patrons uit meer dan 200 landen. In september 2022 kondigde Patreon aan 80 mensen (ongeveer 17% van hun werknemers) te ontslaan. Patreon bleef de dienst tijdens de Russische invasie van Oekraïne in 2022 aanbieden in Rusland, ondanks internationale druk op westerse bedrijven om geen zaken meer in het land te doen.

## Werkwijze en verdienmodel
Makers op Patreon worden ingedeeld per contenttype, zoals video/films, podcast, komedie, webstrips, spellen en educatie. Elke maker zet een eigen pagina op, waarna abonnees (patrons) kunnen kiezen om de maker maandelijks te betalen of per uitgebracht item (indien beschikbaar). De meeste makers hebben een doel ingesteld, zodat iedereen kan zien waar het geld voor gebruikt zal gaan worden. Patrons kunnen hun abonnement te allen tijde opzeggen. Makers geven hun patrons vaak exclusieve voordelen, bijvoorbeeld bonuscontent of een kijkje achter de schermen. Dit kan afhankelijk zijn van het gekozen abonnement. Diverse makers zijn tevens youtubers; in februari 2014 betrof dit ongeveer de helft.
Sinds december 2016 zijn naaktheid en suggestieve content toegelaten, zolang ze voorzien zijn van een waarschuwing. Pornografie en seksueel geweld zijn echter verboden.
In tegenstelling tot andere online-platformen, zoals YouTube en Facebook, gebruikt Patreon geen kunstmatige algoritmen om content die de richtlijnen overtreedt op te sporen, maar een veiligheidsteam dat op basis van meldingen werkt.

## Kritiek
In december 2017 kondigde Patreon aan per 18 december dat jaar voortaan betalingskosten voor het verwerken van betalingen te gaan innen bij patrons. Diverse makers hadden hier echter flinke kritiek op, omdat als gevolg van de aankondiging diverse patrons hun ondersteuning introkken. Door alle kritiek trok Patreon het idee weer in en verontschuldigde zich voor het gedane leed.
In december 2018 werd Milo Yiannopoulos verbannen, één dag nadat hij zijn account had aangemaakt. Ook Carl Benjamin werd verbannen. Beiden werd door Patreon verweten dat ze homofobe en racistische uitlatingen hadden gedaan in een YouTube-interview in februari 2018. Benjamin ontkende echter en verweet Patreon zijn woorden uit zijn verband te hebben getrokken en claimde bovendien dat de video onder YouTubes voorwaarden viel en niet die van Patreon. De verbanning werd bekritiseerd door Sam Harris en Amerikaanse libertariërs die Patreon ervan betichtten politiek gemotiveerd te hebben gehandeld. Jordan Peterson kondigde daarop een plan aan om een alternatieve dienst op te zetten die geen politieke invloeden zou hebben. Op 1 januari 2019 kondigde hij samen met Dave Rubin aan Patreon per 15 januari dat jaar te zullen verlaten. Eveneens in 2018 werd Patreon beschuldigd van het stelselmatig weigeren van ASMR-video's op het platform.
In 2019 verbande Patreon komiek Owen Benjamin in verband met mogelijke haatdragende teksten. Benjamin startte een civiele rechtszaak en eiste 2,2 miljoen dollar (later: 3,5 miljoen) als schadevergoeding en vroeg fans identieke rechtszaken tegen Patreon te starten. Patreon legde een tegeneis neer tegen 72 individuen die zich bij Benjamins rechtszaak hadden aangesloten. Op 1 januari 2020 paste Patreon zijn algemene voorwaarden aan. In de nieuwe voorwaarden was een lemma opgenomen omtrent het indienen van beklag: voortaan mocht alléén de verbande gebruiker in kwestie dat nog doen.
Aan het begin van de Russische invasie van Oekraïne in 2022, verbande Patreon het account van het Comeback Alive-fonds, dat geld ophaalde voor Oekraïense burgers en veteranen in de oorlog, omdat het ondersteunen van militairen in strijd was met de algemene voorwaarden van het platform. Deze actie leverde kritiek op.

## Seksueel getinte inhoud
In maart 2014 deelde Patreon via e-mail mede dat makers die seksueel getinte inhoud plaatsten geen gebruik meer konden maken van PayPal. In juli 2016 werd de wijziging weer teruggedraaid. Makers die dergelijke inhoud plaatsten, konden voortaan PayPal-betalingen ontvangen via PayPals dochterbedrijf Braintree. In oktober 2017 legde Patreon nieuwe beperkingen op aan makers die seksueel getinte inhoud plaatsen. De sectie hieromtrent in de algemene voorwaarden werd ruimer uitgelegd, wat kon rekenen op kritiek van makers. Zij plaatsten als kritiek een open brief en zetten een petitie op, die uiteindelijk meer dan 1.800 keer werd ondertekend. Medeoprichter Jack Conte reageerde op de kritiek.
In juni 2018 verbande Patreon enkele makers die seksueel getinte inhoud plaatsten.